# William Mapother
William Mapother (Louisville, Kentucky, Estados Unidos, 17 de abril de 1965) es un actor estadounidense.

## Biografía
Participó en el filme El Grito, interpretando el papel de Matthew, y es también conocido por su rol en Lost, como Ethan Rom un médico que trabajaba para Benjamin Linus, infiltrado entre los desaparecidos. Su nombre en anagrama es "Other man" (en español "Otro hombre"). También se lo ha visto en el último capítulo de Prison Break como agente de Seguridad Nacional.
Es primo del también actor estadounidense Lee Anne De Vette y Tom Cruise. Con este último trabajó como ayudante de producción en tres películas. Después de esto, decide intentar algo diferente, introduciéndose en el mundo de la enseñanza. Por tres años, en Los Ángeles del este, enseñó desde el 7º al 12º grado.

## Filmografía

### Película
| Año  | Título                       | Personaje                            |
| ---- | ---------------------------- | ------------------------------------ |
| 1989 | Nacido el cuatro de julio    | Miembro de pelotón                   |
| 1998 | Without Limits               | Bob Peters                           |
| 1998 | Trickle                      | Josh Riddell                         |
| 1998 | The unknown cyclist          | Espectador                           |
| 1999 | Magnolia                     | Asistente del director del Show WDKK |
| 2000 | Misión imposible 2           | Wallis                               |
| 2000 | Casi famosos                 | Barman (Escenas eliminadas)          |
| 2001 | En la habitación             | Richard Strout                       |
| 2001 | Swordfish                    | Tripulación de Gabriel               |
| 2002 | Minority Report              | Empleado del hotel                   |
| 2002 | Self Storage                 | Graham                               |
| 2003 | The Kiss                     | Peter                                |
| 2004 | Sospechoso cero              | Bill Grieves                         |
| 2004 | The Grudge                   | Matthew Williams                     |
| 2005 | Los amos de Dogtown          | Donnie                               |
| 2005 | The Zodiac                   | Dale Coverling                       |
| 2005 | Chloe                        | Doctor                               |
| 2006 | Ask the Dust                 | Bill                                 |
| 2006 | The Lather Effect            | Jack                                 |
| 2006 | World Trade Center           | Jason Thomas                         |
| 2007 | Moola                        | Steve                                |
| 2007 | Moving McAllister            | Bob                                  |
| 2008 | Skip Trace                   | Henry Hargrove Jr.                   |
| 2008 | The Burrowers                | Will Parcher                         |
| 2009 | Hurt                         | Darryl Coltrane                      |
| 2011 | A Warrior's Heart            | David Milligan                       |
| 2011 | Another Earth                | John Burroughs                       |
| 2011 | Warrior                      | David Milligan                       |
| 2011 | Edwin Boyd: Citizen Gangster | Detective Rhys                       |
| 2012 | FDR: American Badass         | El doctor                            |
| 2013 | Underdogs                    | Bill Burkett                         |
| 2014 | I Origins                    | Darryl                               |
| 2015 | Blackhat                     | Rich Donahue                         |
| 2015 | The Atticus Institute        | Dr. Henry West                       |
| 2024 | Outlaw Posse                 | Angel                                |

### Televisión
| Año       | Título                            | Personaje                   |                          |
| --------- | --------------------------------- | --------------------------- | ------------------------ |
| 2002      | CSI: Crime Scene Investigation    | Douglas Sampson             |                          |
| 2002      | The Pennsylvania Miners' Story    | John "Flathead" Phillippi   |                          |
| 2003      | Law & Order: Special Victims Unit | Luke Edmunds                |                          |
| 2003      | Touched by an Angel               | Eddie                       |                          |
| 2004      | Line of Fire                      | Larry                       |                          |
| 2004      | CSI: Miami                        | Peter Keller                |                          |
| 2004      | NCIS                              | Kyle Grayson                |                          |
| 2004-2010 | Lost                              | Ethan Rom                   |                          |
| 2005      | The Inside                        | Ronald Ewing                |                          |
| 2005      | Threshold                         | Gunneson                    |                          |
| 2005      | Crossing Jordan                   | Henry Bishop                |                          |
| 2006      | Robot Chicken                     | Alien matón / duende # 2    |                          |
| 2007      | K-Ville                           | Gordon Wix                  |                          |
| 2007      | Viva Laughlin                     | Dulce Lenny Collins         |                          |
| 2007      | Chica Supersabia                  | Ricachón (voz)              |                          |
| 2008      | Lost: Missing Pieces              | Ethan Rom                   |                          |
| 2008      | Criminal Minds                    | Ian Cobin                   |                          |
| 2009      | Prison Break                      | Agente del FBI Chris Franco |                          |
| 2011-2014 | El mentalista                     | Richard Haibach             |                          |
| 2012      | Justified                         | Delroy Baker                |                          |
| 2012      | American Horror Story             | Conductor misógino          |                          |
| 2013      | Castle                            | Carl Matthews               |                          |
| 2015      | Constantine                       | Jacob Shaw                  |                          |
| 2015      | Grimm                             | Dwight Eleazar              | Episodio: «The Believer» |
| 2016      | Supergirl                         | Rudy Jones / Parásito       | Episodio: «Changing»     |
| 2017      | MacGyver                          | Daniel Horn                 | Episodio: «Hole Puncher» |
| 2018      | The Blacklist                     | Bill                        | Episodio: «Ruin»         |
| 2021      | FBI: Most Wanted                  | Travis Russel               | Episodio: «Winner»       |